# بارنی استوری
بارنی استوری (انگلیسی: Barney Storey؛ زادهٔ ۱۳ مارس ۱۹۷۷) دوچرخه‌سوار اهل بریتانیا است.
وی در مسابقات کشوری و بین‌المللی در مجموع برندهٔ ۷ مدال طلا، ۱ مدال نقره شده‌است.